# Sheng Yuqi
Sheng Yuqi (chinesisch 盛钰琪, Pinyin Shèng Yùqí; * 3. Januar 1996) ist eine ehemalige chinesische Tennisspielerin.

## Karriere
Sheng spielte hauptsächlich Turniere auf der ITF Women’s World Tennis Tour, wo sie einen Titel im Doppel gewinnen konnte.

## Turniersiege

### Doppel
| Nr. | Datum              | Turnier | Kategorie | Belag | Partnerin      | Finalgegnerinnen        | Ergebnis  |
| --- | ------------------ | ------- | --------- | ----- | -------------- | ----------------------- | --------- |
| 1.  | 28. September 2019 | Anning  | ITF W15   | Sand  | Zheng Wushuang | Sun Xuliu Zhao Qianqian | 7:64, 7:5 |